# 华学士坊
31°34′57″N 120°22′10″E / 31.58257°N 120.36941°E
华学士坊，位于中华人民共和国江苏省无锡市锡山区东亭镇东街，是江苏省文物保护单位。

## 特点
华学士坊原为明嘉靖时期翰林院侍讀學士华察府大门。华察年老致仕归乡后，帮助当地县令清丈田亩，查出漏科数千亩，深得民众称赞。华学士坊是一座高大壮观的高官府第牌楼，三间四柱，顶部被毁，石柱为花岗岩质，两侧八字形照壁下有狮子浮雕狮。1983年，原无锡县人民政府公布为无锡县文物保护单位。1928年，当地创办东亭小学（现为东亭实验小学），校门利用其牌楼做成，以示纪念。1980年，重建牌楼。1988年6月，公布为锡山市文物保护单位。2019年3月29日，江苏省人民政府公布其为江苏省文物保护单位。